# Ивано-Кепино
Ивано-Кепино (укр. Івано-Кепине) — село в Снигирёвском районе Николаевской области Украины.
Основано в 1788 году. Население по переписи 2001 года составляло 795 человек. 